# Krankenversicherung in Österreich
Die Krankenversicherung in Österreich erstattet den Versicherten die Kosten (voll oder teilweise) für die Behandlung bei Erkrankungen, bei Mutterschaft und oft auch nach Unfällen. Sie ist Teil des Gesundheits- und auch des Sozialversicherungssystems.

## Versicherungsarten
In Österreich gibt es zwei Arten von Krankenversicherungen:
- Pflichtversicherung oder gesetzliche Krankenversicherung (garantiert die erforderliche medizinische Behandlung)
- private Zusatzversicherung (Zusatzleistungen, wie etwa Einbettzimmer)

### Pflichtversicherung
| Aufgliederung                                                  | in Mrd. Euro | in %  |
| -------------------------------------------------------------- | ------------ | ----- |
| Ärztliche Hilfe                                                | 4,568        | 30,1  |
| Anstaltspflege                                                 | 4,446        | 29,3  |
| Verwaltungsaufwand                                             | 0,430        | 2,8   |
| Arzneimittel                                                   | 3,005        | 19,8  |
| Heilbehelfe                                                    | 0,240        | 1,6   |
| Sonstige Ausgaben                                              | 2,500        | 16,5  |
| Ausgaben gesamt                                                | 15,189       | 100,0 |
| Quellen: Sozialversicherungen, Österreichische Apothekerkammer |              |       |

In Österreich ist die Krankenversicherung eine Pflichtversicherung für Leute mit legalem Einkommen bzw. deren Familie. Jeder unselbständig Beschäftigte ist auch krankenversichert, sofern das Einkommen die Geringfügigkeitsgrenze (2025: 551,10 € pro Monat) überschreitet. Vorgeschrieben ist die Pflichtkrankenversicherung über das Allgemeine Sozialversicherungsgesetz (ASVG) und in weiteren Sondergesetzen, B-KUVG, GSVG, BSVG, NVG. Bestimmte Angehörige wie Ehegatten und Kinder sind gegen einen Zusatzbeitrag mitversichert (§§ 123, 51d ASVG). Außerdem unterliegen Arbeitslose und Pensionisten der gesetzlichen Krankenversicherung. Träger sind die jeweils zuständigen Krankenkassen. Circa 100.000 Personen sind nicht versichert.
Den Krankenversicherungsträger selbst kann man sich nicht auswählen, er ist vom jeweiligen Dienstgeber und dessen Standort abhängig. So gibt es die
- Österreichische Gesundheitskasse (ÖGK)
- Sozialversicherungsanstalt der Selbständigen (SVS) für Unternehmer, Selbstständige und Bauern zur Kranken- sowie Pensionsversicherung. Sie hat bei ambulanten Behandlungen eine Selbstbeteiligung von 20 Prozent, bietet dafür aber mehr Leistungen als die ÖGK.
- Versicherungsanstalt öffentlich Bediensteter, Eisenbahnen und Bergbau (BVAEB)
- Krankenfürsorgeanstalt der Bediensteten der Stadt Wien

- Krankenfürsorge der Beamten der Stadtgemeinde Baden

- Krankenfürsorge für die Beamten der Landeshauptstadt Linz
- Krankenfürsorge für oberösterreichische Gemeindebeamte
- Krankenfürsorge für oberösterreichische Landesbeamte
- Oberösterreichische Lehrer-, Kranken- und Unfallfürsorge
- Krankenfürsorgeanstalt für Beamte des Magistrates Steyr
- Krankenfürsorge für die Beamten der Stadt Wels
- Krankenfürsorgeanstalt für die Beamten der Landeshauptstadt Graz
- Krankenfürsorgeanstalt der Beamten der Stadt Villach
- Krankenfürsorgeanstalt der Magistratsbeamten der Landeshauptstadt Salzburg
- Kranken- und Unfallfürsorge der Tiroler Landeslehrer
- Kranken- und Unfallfürsorge der Tiroler Landesbeamten
- Kranken- und Unfallfürsorge der Tiroler Gemeindebeamten
- Krankenfürsorgeeinrichtung der Beamten der Stadtgemeinde Hallein

Die Beitragspflicht zur gesetzlichen Krankenversicherung für unselbständig Erwerbstätige trifft Arbeitnehmer und Arbeitgeber. Der Arbeitgeber hat die Verpflichtung, den Arbeitnehmer vor Antritt der Beschäftigung beim zuständigen Krankenversicherungsträger anzumelden und regelmäßig die gesetzlich festgelegten Beitragssätze abzuführen. Der Arbeitgeber haftet für die Sozialversicherungsbeiträge; er ist berechtigt, den Dienstnehmeranteil an den Sozialversicherungsbeiträgen vom Gehalt des Arbeitnehmers abzuziehen.
Selbständige und Selbstversicherte haben den Beitrag zur Gänze selbst zu tragen.
Von der gesetzlichen Pflichtversicherung in Österreich befreit sind die Grenzgänger, welche in Österreich wohnen, den Arbeitsplatz aber in der Schweiz, Deutschland oder Liechtenstein haben. Diese Grenzgänger sind gemäß den Sozialversicherungsabkommen grundsätzlich der Krankenversicherungspflicht in dem Land unterstellt, in dem sie erwerbstätig sind. Sie können sich aber bei der GK in Österreich selbst versichern.

## Beitragshöhe
Arbeiter und Angestellte zahlen einen Dienstnehmeranteil von 3,87 %. Der Dienstgeber zahlt einen Dienstgeberanteil von 3,78 %. Pensionisten zahlen seit Juni 2025 6 %. Selbständige zahlen 6,80 % der Beitragsgrundlage für die Krankenversicherung. Beitragsgrundlage sind die im Einkommenssteuerbescheid des jeweiligen Kalenderjahres ausgewiesenen Einkünfte aus Gewerbebetrieb bzw. selbständiger Arbeit zuzüglich die im Beitragsjahr vorgeschriebenen Kranken-, Pensions- und freiwilligen Arbeitslosenversicherungsbeiträge.
Arbeitnehmer und Pensionisten, die keine Einkommensteuer, aber Sozialversicherungsbeiträge zahlen, können bis zu 55 bzw. 80 % der gezahlten Beiträge durch die Sozialversicherungserstattung zurückerhalten.

### Private Zusatzversicherung
Zusätzlich zur Pflichtversicherung steht es in Österreich jeder Person frei, bei einem Versicherungsunternehmen seiner Wahl verschiedene private Zusatzversicherungen abzuschließen.
Es gibt in Österreich 9 Anbieter der privaten Krankenversicherung:
| Platz | Versicherung                       | Marktanteil 2022 |
| ----- | ---------------------------------- | ---------------- |
| 1     | UNIQA Österreich Versicherungen AG | 43,98            |
| 2     | Merkur Versicherung AG             | 18,50            |
| 3     | Wiener Städtische Versicherung     | 17,65            |
| 4     | Generali Versicherung AG           | 13,63            |
| 5     | Allianz Elementar Versicherungs-AG | 4,46             |
| 6     | DONAU Versicherung AG              | 0,86             |
| 7     | MuKi Versicherungsverein a. G.     | 0,58             |
| 8     | Wüstenrot Versicherungs-AG         | 0,21             |
| 9     | ERGO Versicherung AG               | 0,12             |

Neben der Sonderklasse-Versicherung, die im Falle eines Krankenhausaufenthaltes mehr Komfort garantiert, wie beispielsweise ein Zweibett-Zimmer mit Dusche, WC, TV und Telefon, bieten viele Versicherer inzwischen auch Polizzen an, die Zusatzkosten bei Zahnarztbesuchen oder Kosten für Kuren und alternative Heilmethoden übernehmen.
In Österreich waren 2023 rund 3,5 Millionen Menschen privat krankenversichert und rund 2,8 Milliarden Euro an Prämien eingenommen, was einem Anstieg von 8,6 % widerspiegelt. Demgegenüber sind rund 2,5 Milliarden Euro an Leistung ausbezahlt worden. Nur etwa 14 % wurden für die Deckung von Arztleistungen verwendet. Trotzdem betrachten laut einer aktuellen Umfrage 8 von 10 Personen die Wahlarztversicherung als den größten Vorteil der privaten Krankenversicherung.